# Erythroxylum pervillei
Erythroxylum pervillei är en tvåhjärtbladig växtart som beskrevs av Henri Ernest Baillon. Erythroxylum pervillei ingår i släktet Erythroxylum och familjen Erythroxylaceae. Inga underarter finns listade i Catalogue of Life.